# Robert Bourgeois (abbé)
Pour les articles homonymes, voir Robert Bourgeois et Bourgeois.
L'abbé Robert Bourgeois, né à Besançon le 19 avril 1910 et décédé dans le camp de Dora (Allemagne) le 4 avril 1944, était un ecclésiastique et un résistant français.

## Biographie

### Avant la guerre
L'abbé Robert Bourgeois, né Robert, Célestin, Marius Bourgeois, naquit dans la ville franc-comtoise de Besançon en 1910. Il est le fils de Jules, Donat, Camille Bourgeois et de Marie, Denise Salzer. Après avoir fait de brillantes études, il fut professeur au grand séminaire de Besançon, puis officier d'élite 1939-1940. 

### Entrée en Résistance
Cet ecclésiastique organisa très tôt la résistance intérieure face à l'occupation nazie dans la capitale comtoise, et a notamment contribué à remonter le moral des habitants grâce à ses sermons. Il écrit dans son journal, le 16 avril 1940 : « La croix gammée triomphe ; mon Dieu est-ce vrai ? Non, non ce n’est pas fini… Ne nous reste-t-il qu’à devenir une nation serve ? ... Seigneur, faites que cela ne soit pas ! On peut encore se battre. Bientôt nous nous battrons ».
Le 6 octobre 1943, l'abbé est arrêté par la Gestapo. Initialement détenu à la prison de la Butte, il est ensuite déporté au camp de Buchenwald au départ de Compiègne le 27 janvier 1944, où il portera le matricule 44793. Il est transféré dans le camp de concentration de Dora en Allemagne le 13 mars 1944. 

### Décès
Les informations sur le lieu et la date précise de son décès sont contradictoires, même si elles s'accordent sur le mois d'avril 1944 et le fait qu'il soit mort en déportation. Selon certaines sources, il décédera au camp de Dora le 23 avril 1944, alors que d'autres évoquent le camp de Bergen-Belsen le 4 avril 1944,. 

## Distinctions et hommage
Robert Bourgeois est officiellement mort pour la France. Il reçoit la médaille de la Résistance à titre posthume par décret du 14 juin 1946. Une plaque commémorative située au grand séminaire de la ville rappelle son engagement et la volonté de ne pas l'oublier. 